# Шрётер, Хайнц
Хайнц Шрётер (нем. Heinz Schröter; 2 мая 1907, Берлин — 2 января 1974, Шираз) — немецкий пианист и музыкальный педагог.
Учился в 1927—1928 гг. в Лейпцигской консерватории у Макса фон Пауэра и Зигфрида Карг-Элерта. Изучал также музыковедение в университетах Галле и Франкфурта. С 1933 года концертировал как солист, в послевоенные годы также как ансамблист, особенно в составе фортепианного трио с Максом Росталем и Гаспаром Кассадо (после смерти Кассадо в 1966 году его место занял Зигфрид Пальм). Записал сонаты Вольфганга Амадея Моцарта в четыре руки с Моник Хаас. Аккомпанировал Хансу Хоттеру при записи вокального цикла Франца Шуберта «Зимний путь» (1947).
В 1937—1944 гг. преподавал в Дармштадте. В 1945—1957 гг. возглавлял отдел камерной музыки Франкфуртского радио. В 1957—1972 гг. директор Кёльнской высшей школы музыки.
Умер во время гастрольной поездки по странам Азии.